# Hadadnádasd
Hadadnádasd  (románul: Nadișu Hododului) Hadadhoz tartozó falu a romániai Szatmár megyében, Alsószopor és Szilágycseh között fekszik.
Területe kb. 8 km². Lakossága kb. 800 fő, ebből 700 magyar és 100 cigány. Főként református és baptista vallásúak lakják.
A településen magyar nyelvű általános iskola 1-8 osztállyal és 2 csoportos óvoda található.

## Fekvése
Szilágycsehtől 16 km-re nyugatra fekszik.

## Története
Hadadnádasd nevét 1205 és 1235 között a Váradi regestrumban említették először Nadast néven. 1383-ban Nadasd, 1461-ben Nadasth néven írták nevét.
1383-ban Nagy Lajos király özvegye Mária királyné adományozta a Kusalyi Jakcs családnak: Jakcsi mester fiainak Györgynek, Istvánnak, Andrásnak, Dénesnek és Dávidnak.
1487-ben Jakcsi László nádasdi részbirtokát Drágfi Bertalannak zálogosította el.
1545-ben Miksa király új adományul adta a települést Kusalyi Jakcs Mihály és Boldizsár részére.
1797-ben végzett összeíráskor Magyar-Nádasd fő birtokosa báró Wesselényi Farkas volt.
1847-ben 321 lakosa volt, valamennyi református.
1890-ben 557 lakosából  549 magyar, 2 román, 6 zsidó, melyből 549 református, 2 görögkatolikus, 6 izraelita. A házak száma ekkor 117 volt.
A 2011-es népszámlálás szerint 824 lakosa volt, ebből 767 magyar anyanyelvű.

## Látnivalók
- Református templom – Baptista imaház – a régi iskola - boros pincék a hegyen.